# Ne szólj száj!
A Ne szólj száj! (eredeti cím: Don't Say a Word) egy 2001-es amerikai pszichotriller-akciófilm, Michael Douglas és Brittany Murphy főszereplésével. A film Andrew Klavan Don't Say a Word című regénye alapján készült. Rendezte Gary Fleder, írta: Anthony Peckham és Patrick Smith Kelly.
Alcíme: Úgysem mondom el.

## Történet
|  | Alább a cselekmény részletei következnek! |

1991-ben egy tolvaj banda ellop egy 10 millió dolláros ritka drágakövet. Menekülés közben a banda több részre szakad, vezérük, Patrick (Sean Bean) rádöbben, hogy egyik társa átverte és kicserélte a drágakövet, az igazit pedig megtartotta. Tíz év múlva, Hálaadás estéjén a manhattani gyermekpszichháter, Dr. Nathan Conrad (Michael Douglas) felkérést kap az egyik barátjától és egykori kollégájától, Dr. Louis Sachstól (Oliver Platt), hogy vizsgáljon meg egy zavart elméjű fiatal lányt, Elisabethet (Brittany Murphy) az állami szanatóriumban. Dr. Conrad nem tulajdonít túl nagy jelentőséget az esetnek. Patrick és bandája betör egy Dr. Conrad apartmanjával egy házban lévő lakásba és meggyilkolja az ott lakó idős nőt azért, hogy onnan megfigyelhessék Conradék lakását. Eközben Dr. Conrad hazatér feleségéhez, Aggie-hez (Famke Janssen), aki egy síbalesetben eltörte a lábát és kislányához, Jessie-hez, aki ellesett pár pszichológiai trükköt apjától. Aznap este, november 4-én Patrick és bandája betör Dr. Conrad lakásába és elrabolja Jessie-t. Eközben Cassidy nyomozó (Jennifer Esposito) ismeretlen tettesek után kutat egy gyilkossági ügyben. Miután Dr. Conrad felfedezte, hogy lányát elrabolták, megcsörren a telefon. Patrick közli, hogy elrabolta a lányt és ha vissza akarja kapni, akkor meg kell tudnia Elisabeth-től egy számot. Dr. Conrad rögtön a szanatóriumba siet, ezalatt mind a lakását, mind őt megfigyelés alatt tartják. A városban felvonulás van, ezért Dr. Conrad sürgős orvosi esetre hivatkozva rendőri felvezetést kér, hogy minél gyorsabban átjusson a városon. Mivel Dr. Sachs nincs az irodájában, egy biztonsági őrrel kinyittatja az iroda ajtaját, feltöri az irattartó szekrényt és kikeresi Elisabeth leleteit. Ekkor megjelenik Dr. Sachs és kérdőre vonja, hogy mit keres az irodájában. Dr. Conrad rájön, hogy Elisabeth csak színleli a betegségeket, amelyeket a korábbi kórházakban diagnosztizáltak nála. Mindezt azért teszi, hogy megvédje magát, hogy minél tovább maradjon az intézetek falai között, mert rettentően fél. Közben kiderül, hogy Elisabeth az egykori bandatag lánya és csak ő tudja azt a számot, amely elvezet a drágakőhöz. Apját Patrick és bandája ölte meg a metró alá lökve őt. Dr. Conrad beszél Elisabeth-tel, ekkor megjelenik Cassidy nyomozó, aki összefüggésbe hozta a bandát a mostani két gyilkossággal. Az áldozat Dr. Sachs barátnője, ekkor derül ki, hogy őt is megfenyegették, hogy vegye rá Dr. Conradet, hogy derítse ki a számokat. Amíg Cassidy nyomozó Dr. Sachs-ot faggatja, Dr. Conrad kiviszi a szanatóriumból Elisabeth-et, miközben Cassidy nyomozó a nyomukban van. Eközben Jessie jelez anyjának, hogy az épületben tartózkodik, erre Patrick is rájön. Elhagyják a lakást, Aggie pedig széttöri a lábát tartó szerkezetet és felkel az ágyból. Patrick egyik társa megtámadja Aggie-t, aki végül megöli őt. Dr. Conrad ahhoz a metrószakaszhoz viszi Elisabeth-et, ahol az apját megölték. Elisabeth visszaemlékszik a történtekre, majd a térképen rámutat egy szigetre, ahol egy temető van. Dr. Conrad emlékszik, hogy Elisabeth anyagában talált olyan cikkeket, amelyek arról szóltak, hogy egy kislányt találtak a sírok között. Elviszi Elisabeth-et a szigetre, ahol már Patrick várja őket. Kiderül, hogy Elisabeth apja a lány babájába rejtette a drágakövet, a lány pedig az apja koporsójába tette a babát. Elisabeth leírja azt a számot, amely egy sírhelyet jelöl, odamennek, kiássák, de az nem az a sír, amit keresnek. A számot fordítva kell olvasni, a második sírban megtalálják a keresett babát és benne a drágakövet. Patricknek esze ágában sincs elengedni Dr. Conradot. Patrick egyik társa megpróbálja megölni Dr. Conradot, végül Patrick lövi le őt. Ekkor megjelenik Cassidy nyomozó is, aki rálő Patrickre, de végül Patrick őt lövi le, de csak megsebesíti. Dr. Conrad megszerzi a drágakövet és belehajítja egy árokba, majd utána löki Patricket is, akire végül rádől az árok támfala. Végül megjelenik a partiőrség, a rendőrség, és Aggie. Cassidy nyomozót betolják a mentőautóba, Dr. Conrad pedig újra a családja körében lehet.
|  | Itt a vége a cselekmény részletezésének! |

## Szereplők
| Szerep                                                                                   | Színész               | Magyar hang       |
| ---------------------------------------------------------------------------------------- | --------------------- | ----------------- |
| Dr. Nathan R. Conrad                                                                     | Michael Douglas       | Szakácsi Sándor   |
| Elisabeth Burrows                                                                        | Brittany Murphy       | Nemes Takách Kata |
| Patrick Koster                                                                           | Sean Bean             | Epres Attila      |
| Aggie Conrad                                                                             | Famke Janssen         | Györgyi Anna      |
| Dolen                                                                                    | Guy Torry             | Welker Gábor      |
| Sandra Cassidy                                                                           | Jennifer Esposito     | Létay Dóra        |
| Dr. Jerald Sachs                                                                         | Oliver Platt          | Csuja Imre        |
| Jessie Conrad                                                                            | Skye McCole Bartusiak | Bánlaki Kelly     |
| Sydney Simon                                                                             | Victor Argo           | Kristóf Tibor     |
| Arnie                                                                                    | Lance Reddick         | Varga Tamás       |
| Garcia nyomozó                                                                           | Daniel Kash           | Tarján Péter      |
| 8 éves Elisabeth                                                                         | Isabella Fink         | ?                 |
| További magyar hangok                                                                    |                       |                   |
| Bicskey Lukács, Hannus Zoltán, Holl Nándor, Juhász György, Katona Zoltán, Molnár Levente |                       |                   |

## Filmzene
1. Tone Loc – "Funky Cold Medina"
2. Steve Weisberg – "5 By Steve"
3. Louis Prima – "Fee Fie Foo"
4. "Music"
5. India.Arie – "Promises"
6. Marvin Gaye – "Pride and Joy"
7. Ella Fitzgerald – "Dream a Little, Dream of Me"
8. "Pink Toenails"

## Díjak, jelölések
| Év   | Díj                    | Kategória                          | Jelölt          | Eredmény |
| ---- | ---------------------- | ---------------------------------- | --------------- | -------- |
| 2002 | Golden Satellite Award | Legjobb női mellékszereplő – Dráma | Brittany Murphy | Jelölve  |

## Fordítás
- Ez a szócikk részben vagy egészben  a   Don't Say a Word című angol Wikipédia-szócikk fordításán alapul.  Az eredeti cikk szerkesztőit annak laptörténete sorolja fel. Ez a jelzés csupán a megfogalmazás eredetét és a szerzői jogokat jelzi, nem szolgál a cikkben szereplő információk forrásmegjelöléseként.